# Benny Södergren
Pour les articles homonymes, voir Södergren.
Benny Södergren (né le 23 juin 1948 à Torshälla) est un fondeur suédois.

## Palmarès

### Jeux olympiques
| Épreuve / Édition | Innsbruck 1976 |
| 15 km             | 13e            |
| 30 km             | 12e            |
| 50 km             | Bronze         |
| 4 × 10 km         | 4e             |